# Хуан Луке де Сераљонга
Хуан Хосе Луке де Сераљонга (Ђирона, 31. маја 1882. — Мексико Сити, 18. јула 1967) био је шпанско-мексички фудбалски голман и тренер .
Рођен у Ђирони, играчку каријеру провео је углавном у ФК Кадиз — где је због свог релативног недостатка висине постао познат као "Хуанито Луке". Био је висок само 169 центиметара. Такође је играо и за Севиљу 1915. и 1916. године.
У јулу 1928. је емигрирао из Шпаније у Мексико. Постао је главни тренер мексичке репрезентације у јануару 1930. године, а тим је водио на ФИФА-ином светском првенству 1930. године. Касније је био тренер мексичког клуба Веракрузу, освајајући с њима државно првенство у сезони 1949-50. Умро је 1967. у Мексико Ситију.